# Nederweert
Nederweert (phát âmⓘ) là một đô thị và thị xã ở đông nam Hà Lan với 16.561 dân thời điểm 1 tháng 11 năm (nguồn: Cục thống kê Hà Lan) với diện tích 101,78 km² (trong đó 1,51 km² là diện tích mặt nước).
Nederweert nằm ở điểm giao nhau của ba con kênh: Zuid-Willemsvaart, Noordervaart và Wessem-Nederweert.

## Các trung tâm dân cư
Budschop, Leveroy, Nederweert, Nederweert-Eind, Ospel, Ospeldijk, Schoor.